# 마를로 토머스
말로 토머스(Marlo Thomas, 1937년 11월 21일 ~ )는 미국의 배우이다.

## 영화
- 폴링 다운
- 듀스 비갈로
- 오션스8

## 텔레비전
- 보난자 (드라마)
- 로잔느 아줌마
- 프렌즈
- 프레이저 (시트콤)
- 앨리 맥빌
- 어글리 베티
- 뉴 노멀 (드라마)